# Echinochloa colona
Espèce
Echinochloa colona, le blé du Dekkan ou  panic pied-de-coq, est une espèce de plantes monocotylédones de la famille des Poaceae, sous-famille des Panicoideae, présente dans les régions tropicales, subtropicales et tempérées chaudes.
Cette plante herbacée annuelle est une mauvaise herbe des cultures, en particulier dans les cultures de riz, de maïs et de cotonniers, dans de nombreuses régions du monde.
Des populations d'Echinochloa colona ont été signalées comme résistantes à différents herbicides dans de nombreux pays depuis 1984 et au glyphosate en Australie depuis 2007.
Cette espèce présente un risque de confusion avec Echinochloa crus-galli (panic pied-de-coq).
Toutefois Echinochloa colona est plus petite, se ramifie davantage à la base, et a un port plus ouvert et plus étalé qu'Echinochloa crus-galli.

## Description
Echinochloa colona est une plante annuelle cespiteuse et herbacée, aux racines fibreuses et superficielles.
Les tiges (chaumes), robustes, souvent ramifiées dès la base, dressées, prostrées ou rampantes, généralement teintées de pourpre rougeâtre, peuvent atteindre de 20 à 60 cm de haut. Elles émettent souvent des racines aux nœuds inférieurs. Les nœuds sont parfois visiblement renflés et généralement géniculés.
Les feuilles sont formées d'une gaine, de 3 à 7 cm de long, comprimée, glabre, carénée et sans ligule, et d'un limbe allongé, de 4 à 10 cm de long sur 3 à 8 mm de large, de couleur vert clair,
L'inflorescence est une panicule dressée ou penchée, de 5 à 15 cm de long, de couleur verte parfois teintée de pourpre, regroupant de  nombreuses grappess, de 2 à 4 cm de long, étalées, parfois ramifiées.
Les épillets, verts teintés de pourpre, à 4 rangées, de 3 mm de long, sont aigus ou apiculés.
La glume inférieure, longue de 1 à 1,5 mm, présente trois nervures, la glume supérieure, aussi longue que l'épillet, présente sept nervures. 
Les fleurs inférieures sont stériles, avec la lemme (glumelle inférieure) presque aussi longue que la paléole (glumelle supérieure), mais plus étroite ; les fleurs supérieures ont de 1,9 à 2,2 mm de long.
Le fruit est un caryopse blanchâtre, ovale, mesure de 1,7 à 2 mm long.

## Taxinomie
Cette espèce a été publiée en premier par Linné en 1759 dans son Systema Naturae (Editio Decima 2: 870) sous le nom de Panicum colonum (basionyme), le nom valide actuel, Echinochloa colona a été publié par Heinrich Friedrich Link en 1833 dans son Hortus Regius Botanicus Berolinensis (2: 209).

### Étymologie
Le nom générique, Echinochloa est composé des racines grecques ἐχῖνος (echinos, hérisson), et χλοὰ (chloa, herbe), en référence aux épillets couverts de poils durs chez plusieurs espèces.
L'épithète spécifique, colona, dérive du latin colonus (cultivateur) ; elle est souvent orthographiée à tort, colonum, mais la forme correcte est colona, l'épithète devant s'accorder au nom générique, féminin dans le cas présent.

### Synonymes
Selon Catalogue of Life (8 janvier 2016) :
- Brachiaria longifolia Gilli,
- Chamaeraphis brachiariiformis (Steud.),
- Digitaria cuspidata (Roxb.) Schult,
- Echinochloa colona var. equitans (Hochst. ex A.Rich.) Cufod,
- Echinochloa colona var. glauca (Sickenb.) N.D.Simpson,
- Echinochloa colona var. leiantha Boiss.,
- Echinochloa colona var. repens (Sickenb.) N.D.Simpson,
- Echinochloa colona f. vivipara Beetle,
- Echinochloa colona f. zonalis (Guss.) Wiegand,
- Echinochloa colona var. zonalis (Guss.) Wooton & Stand,
- Echinochloa crus-galli subsp. colona (L.) Honda,
- Echinochloa divaricata,
- Echinochloa equitans (Hochst. ex A.Rich.) C.E.Hubb,
- Echinochloa subverticillata Pilg.,
- Echinochloa zonalis (Guss.) Parl,
- Milium colonum (L.),
- Oplismenus colonus (L.) Kunth,
- Oplismenus colonus var. zonalis (Guss.) Schrad,
- Oplismenus crus-galli var. colonus (L.) Coss. & Durieu,
- Oplismenus cuspidatus (Roxb.) Kunth,
- Oplismenus daltonii (Parl. ex Webb) J.A.Schmidt,
- Oplismenus margaritaceus (Link) Kunth,
- Oplismenus muticus Phil.,
- Oplismenus pseudocolonus (Roth) Kunth,
- Oplismenus repens J.Presl,
- Orthopogon dichotomus Llanos,
- Orthopogon subverticillatus Llanos,
- Panicum aegyptiacum Gouan,
- Panicum brachiariiforme Steud.,
- Panicum brizoides L.,
- Panicum caesium Hook. & Arn,
- Panicum colonum L.,
- Panicum colonum var. angustatum Peter,
- Panicum colonum var. atroviolaceum Hack,
- Panicum colonum var. equitans (Hochst. ex A.Rich.) T.Durand & Schinz,
- Panicum colonum var. glaucum Sickenb,
- Panicum colonum var. humile,
- Panicum colonum f. maculatum Arechav.,
- Panicum colonum var. repens Sickenb.,
- Panicum colonum var. zonale (Guss.) L.H.,
- Panicum crus-galli subsp. colonum (L.) K.Richt,
- Panicum crus-galli subsp. colonum (L.) Makino & Nemoto,
- Panicum crus-galli var. minus Thwaites,
- Panicum cumingianum Steud,
- Panicum cuspidatum Roxb,
- Panicum daltonii Parl. ex Webb,
- Panicum echinochloa T.Durand & Schinz,
- Panicum equitans Hochst. ex A.Rich
- Panicum equitans f. aquaticum Chiov.,
- Panicum equitans f. terrestris Chiov.,
- Panicum flaccidum J.Koenig ex Hook.f., pro syn.,
- Panicum geniculatum Forssk. ex Spreng., pro syn.,
- Panicum haematodes C.Presl,
- Panicum hookeri Parl,
- Panicum incertum Bosc ex Steud., nom. Nud.,
- Panicum margaritaceum Link,
- Panicum musei Steud.,
- Panicum numidianum C.Presl, nom. Illeg.,
- Panicum petiveri Kotschy ex Griseb., pro syn.,
- Panicum prorepens Steud,
- Panicum pseudocolonum Roth,
- Panicum tetrastichum Forssk,
- Panicum zonale Guss,
- Setaria brachiariiformis (Steud.) T.Durand & Schinz.

### Liste des variétés
Selon Tropicos (8 janvier 2016) (Attention liste brute contenant possiblement des synonymes) :
- variété Echinochloa colona var. arabica (Nees ex Steud.) Chev.
- variété Echinochloa colona var. equitans (Hochst. ex A. Rich.) Cufod.
- variété Echinochloa colona var. frumentacea (Roxb.) Ridl.
- variété Echinochloa colona var. glaucum (Sickenb.) Simps.
- variété Echinochloa colona var. glomerulosum Lojac.
- variété Echinochloa colona var. leianthum Boiss.
- variété Echinochloa colona var. repens (Sickenb.) Simps.
- variété Echinochloa colona var. zonalis (Guss.) Wooton & Standl.

## Distribution et habitat
Echinochloa colona est originaire de l'Inde. L'espèce s'est diffusée dans toutes les régions tropicales et subtropicales de la planète, notamment dans le Sud et le Sud-Est de l'Asie.
L'espèce est bien adapté aux expositions en plein soleil ou à mi-ombre et préfère les sols limoneux et argileux. Elle pousse en particulier dans les basses terres en prairies et en terres arables, tant dans les zones sèches que marécageuses. C'est l'une des mauvaises herbes les plus importantes dans les cultures de riz dans des conditions humides. Elle se rencontre le plus souvent à basse altitude, mais peut pousser jusqu'à environ 2 000 m d'altitude.

## Ennemis naturels
Plusieurs espèces de champignons phytopathogènes parasitant les espèces du genre Echinochloa ont été isolées, notamment Bipolaris sacchari, Curvularia lunata var. aeria, Curvularia geniculata, Dactylaria dimorphospora, Exserohilum oryzae, Exserohilum monoceras. Une étude canadienne de 1996 a montré que trois d'entre elles, Bipolaris sacchari, Curvularia geniculata et Exserohilum monoceras, sont particulièrement efficaces contre Echinochloa colona sans attaquer les plants de riz. Dans des cultures de filtrats exempts de cellules, les phytotoxines libérées par Bipolaris sacchari et Exserohilum monoceras provoquent une chlorose généralisée et le flétrissement de  plantules intactes. Les plantules au stade 1 ou 2 feuilles se sont montrées les plus sensibles.